# عناوین و یادبودها در ایران صفوی: یک راهنما درباره حکومت صفویان
عناوین و یادبودها در ایران صفوی: یک راهنما دربارهٔ حکومت صفویان کتابی دربارهٔ امپراتوری صفوی است که توسط مژ پابلیشرز منتشر شده و نویسنده آن ویلم فلور است. با توجه به توصیف کتاب، این مقاله حاوی اطلاعات منحصر به فرد و مهمی در مورد دفاتر، نگرش‌های قومی و تحولات اداری در دولت صفوی ایران است. این کتاب قلمروهای اداری را با نام و تاریخ هر یک از فرمانداران آن ذکر کرده‌است.